# Jacobus Oranje
Jacobus Oranje (Berkel en Rodenrijs, 27 juli 1898 - Amsterdam, 6 april 1946) was een Nederlandse verzetsstrijder tijdens de Tweede Wereldoorlog en tevens hoogleraar rechtswetenschappen en rector magnificus aan de Vrije Universiteit te Amsterdam.

## Jeugd en opleiding
Jacobus Oranje werd geboren als zoon van de Haagse predikant Cornelis Oranje (1870-1907) en Johanna Cornelia de Kruijter (1872-1954). Na het vroegtijdig overlijden van zijn vader hertrouwde zijn moeder en verhuisde het gezin naar Sneek, waar Oranje verderging met zijn gymnasiumopleiding die hij in Den Haag was begonnen. Na zijn eindexamen ging hij rechten en theologie studeren aan de Vrije Universiteit te Amsterdam. Vanwege zijn zwakke gezondheid ging hij in 1919 na het behalen van beide kandidaatsexamens als leraar klassieke en moderne talen in Zuid-Afrika werken aan de Boys High School in Pretoria. Hier leerde hij zijn latere echtgenote, Maria Jacoba (Marie) van der Meulen (1898-1962), kennen die als lerares werkte aan de Girls High School aldaar. Van der Meulen was net als Oranje ook een kind van een predikant (ds. Rinze Jacob van der Meulen 1871-1943). In 1925 kwam Oranje met verlof naar Nederland en rondde zijn academische studies af met een doctoraal examen in de rechtswetenschap. Hij keerde terug naar Zuid-Afrika om zijn werkzaamheden daar af te ronden en trad in het huwelijk met Van der Meulen. Beiden keerden daarna naar Nederland terug. Zij kregen twee zonen (een tweeling die beiden jurist werden) en een dochter (die trouwde met een predikant).

## Werkzaamheden voor de oorlog
Oranje werd rijksambtenaar, hoofdcommies bij het Ministerie van Arbeid, Handel en Nijverheid, wat hij anderhalf jaar deed. Hierna ging hij als jurist in de functie van secretaris werken bij het Philipsconcern in Eindhoven. Naast zijn werk schreef hij aan zijn proefschrift en promoveerde op 20 mei 1938 bij prof. mr. Pieter Sjoerds Gerbrandy aan de Vrije Universiteit. Toen Gerbrandy minister van Justitie werd in 1939 werd Oranje zijn opvolger als hoogleraar handelsrecht, faillissementsrecht en burgerlijk procesrecht.

## Organisatie verzetswerk
Vanaf het begin van de Duitse bezetting raakte Oranje betrokken bij het verzetswerk. Hij vond het van het grootste belang om zich in te zetten voor en leiding te geven aan het verzet en organiseerde de medewerking van velen bij zijn activiteiten. In het voorjaar van 1943 werd hij rector magnificus en zette hij zich in voor de benarde positie waarin vele studenten van zijn eigen universiteit, maar ook anderen verkeerden. Hij werkte mee aan en initieerde interacademische contacten tussen hoogleraren, docenten en studenten en coördineerde vele agitatie- en verzetsacties. Ook regelde hij dat na de sluiting van de universiteiten studenten bij hem thuis en bij collega’s clandestien tentamens konden blijven afleggen. Samen met onder meer Victor Rutgers zette hij een illegaal netwerk op van tentaminering op diverse adressen met bijbehorende roosters en spreekuren. In 1944 werd hij als vertegenwoordiger van de christelijke 'zuil' lid van het College van Vertrouwensmannen van de Nederlandse regering in Londen.

## Reizen in oorlogstijd
Met zijn welsprekendheid en juridische scholing wist hij, zich beroepend op het volkenrecht, de bezetter te wijzen op zijn verplichtingen. Hij zocht hierbij altijd het contact met de Duitse autoriteiten, zodat zijn autoriteit en positie hem toegang bleef verschaffen in gevangenissen en kampen en hij lange tijd vrij kon blijven reizen. In februari 1944 reisde hij naar Duitsland en kon kampen bezoeken waar weggevoerde en tewerkgestelde studenten verbleven. Hij kon velen in het geheim tot verzet brengen, kon de behandeling in de ziekenhuizen en kampen controleren en kon door zijn ingrijpen de omstandigheden vaak verbeteren. Hoofddoel van zijn missie was het verzet. Hij hielp studenten te ontsnappen door hen vluchtroutes te wijzen, uit te leggen hoe ze als blinde passagiers mee konden reizen met de trein, te vertellen waar ze bij welke verzetspost bij grensovergang steun en opvang konden krijgen en meer. Ook nam hij zelf illegaal valse persoonsbewijzen mee om uit te delen. Ook bezocht hij vlak voor diens dood oud-minister-president Hendrikus Colijn in zijn gevangenschap in Ilmenau.

## Radio, bestuur en bemiddelingsrol
In opdracht van de Nederlandse regering in ballingschap zette Oranje samen met anderen eind 1944 de organisatie in gang om na de te verwachten bevrijding een radiozender op te zetten. Hij reisde regelmatig per fiets naar Hilversum om daar te overleggen met illegale werkers in de mediawereld. Het zou langer duren dan verwacht voordat de bevrijding een feit zou zijn. In september 1944 trad hij tevens toe tot het College van Vertrouwensmannen, dat voorbereidingen trof om een ordelijk bestuur op te zetten na de te verwachten bevrijding. De leden van het college hielden regelmatig geheime bijeenkomsten, onder andere in de Valeriuskliniek in Amsterdam, die Oranje als rector magnificus van de Vrije Universiteit kon regelen voor een zogenaamde “wetenschappelijke vergadering”. Bij het aanbreken van de hongerwinter kreeg Oranje in vele overleggen met de bezetter, de spoorwegen en de vakbonden voor elkaar dat er toch treinen met voedsel konden rijden om de ergste ellende te voorkomen. Zijn werk werd steeds moeilijker, omdat de Duitsers hem op de lijst van staatsgevaarlijke elementen hadden geplaatst en hij daardoor gedwongen werd van het ene adres naar het andere te verhuizen.

## Na de oorlog

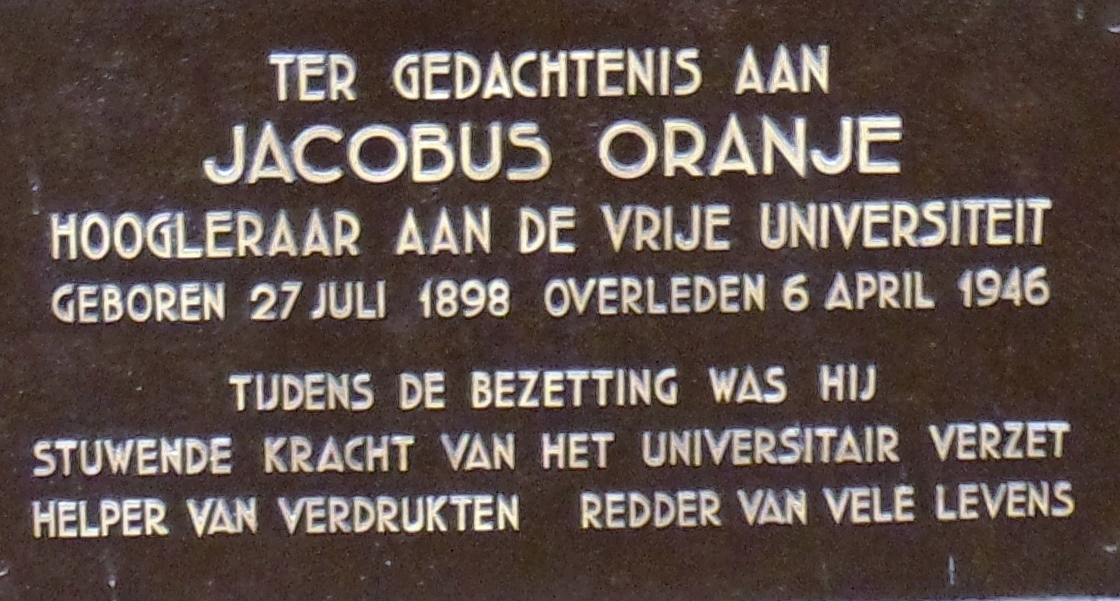
Herdenkingssteen in hoofdgebouw van de Vrije Universiteit Amsterdam

Door al het werk dat Oranje had verzet om structuren voor overgangsgezag en media op poten te kunnen zetten verliep de wederopbouw veel sneller dan verwacht. Oranje zelf keerde terug naar zijn universiteitswerk en nam tentamens af en zette de organisatie weer op poten. Op 19 september 1945 nam hij afscheid van de universiteit als rector magnificus, om vicepresident te worden van het Bijzonder Gerechtshof, dat zich bezighield met het berechten van politieke delinquenten. Ook werkte hij als lid van de Groote Advies-Commissie der Illegaliteit.

## Overlijden en eerbetoon
In oktober 1945 werd Oranje ernstig ziek en moest geopereerd worden. Na een aanvankelijk herstel keerde zijn ziekte terug en hij overleed op 6 april 1946 te Amsterdam in het bijzijn van zijn vrouw, beide zoons en dochtertje. Tijdens de begrafenisceremonie op 11 april 1946 op Zorgvlied in Amsterdam sprak professor Gerbrandy een toespraak uit met de aanhef "Kort, moeilijk, maar rijk is het leven geweest van Ko Oranje." Namens de regering sprak minister-president Wim Schermerhorn op de begrafenis. Op 9 mei 1946 werd aan zijn vrouw door de koningin het postuum toegekende  Verzetskruis uitgereikt "voor onder gevaarlijke omstandigheden betoonden moed, initiatief, volharding, offervaardigheid en toewijding in den strijd tegen den overweldiger van de Nederlandsche onafhankelijkheid en voor het behoud van de geestelijke vrijheid, daarbij in hem eerende een der uitingsvormen Van het Verzet, dat in zijn veelzijdige activiteit van 15 mei 1940 tot 5 mei 1945 in stijgende mate den vijand heeft geschaad en op onvergetelijke wijze tot de bevrijding van het Vaderland heeft bijgedragen." Voor zijn verzetswerkzaamheden ontving Oranje tevens postuum het Verzetsherdenkingskruis en van de Amerikaanse regering de Medal of Freedom.
In Amsterdam-Slotermeer is de Professor Oranjestraat naar hem vernoemd.